# Marc Mitscher
Marc Andrew Mitscher, född 26 januari 1887, död 3 februari 1947, var en amerikansk sjömilitär (amiral) som deltog i första och andra världskriget. Han var befälhavare under Operation Ten-Go.